# Белопуховы
Белопуховы — опустевшая деревня в Оричевском районе Кировской области в составе Шалеговского сельского поселения.

## География
Расположена на расстоянии примерно 3 км по прямой на запад от центра поселения села Шалегово.

## История
Известна с 1802 года как починок Прокопья Смирнова с 4 дворами. В 1873 году здесь (починок Прокопия Смирнова или Белопуховы) дворов 9 и жителей 52, в 1905 14 и 74, в 1926 (деревня Белопуховы или Прокопия Смирнова) 16 и 83, в 1950  12 и 49, в 1989 году оставалось 3 постоянных жителя. Настоящее название утвердилось с 1939 года. 

## Население
Постоянное население  составляло 3 человека (русские 100%) в 2002 году, 0 в 2010.